# František Junek
František Junek (Karlín, 17 de janeiro de 1907 - 19 de março de 1970) foi um futebolista checo que atuava como meio-campo.

## Carreira
František Junek fez parte do elenco da Seleção Checoslovaca de Futebol, na Copa de 1934, atuando em quatro partidas. 

## Títulos
- Copa do Mundo: Vice - 1934